# Universidad de Guadalajara

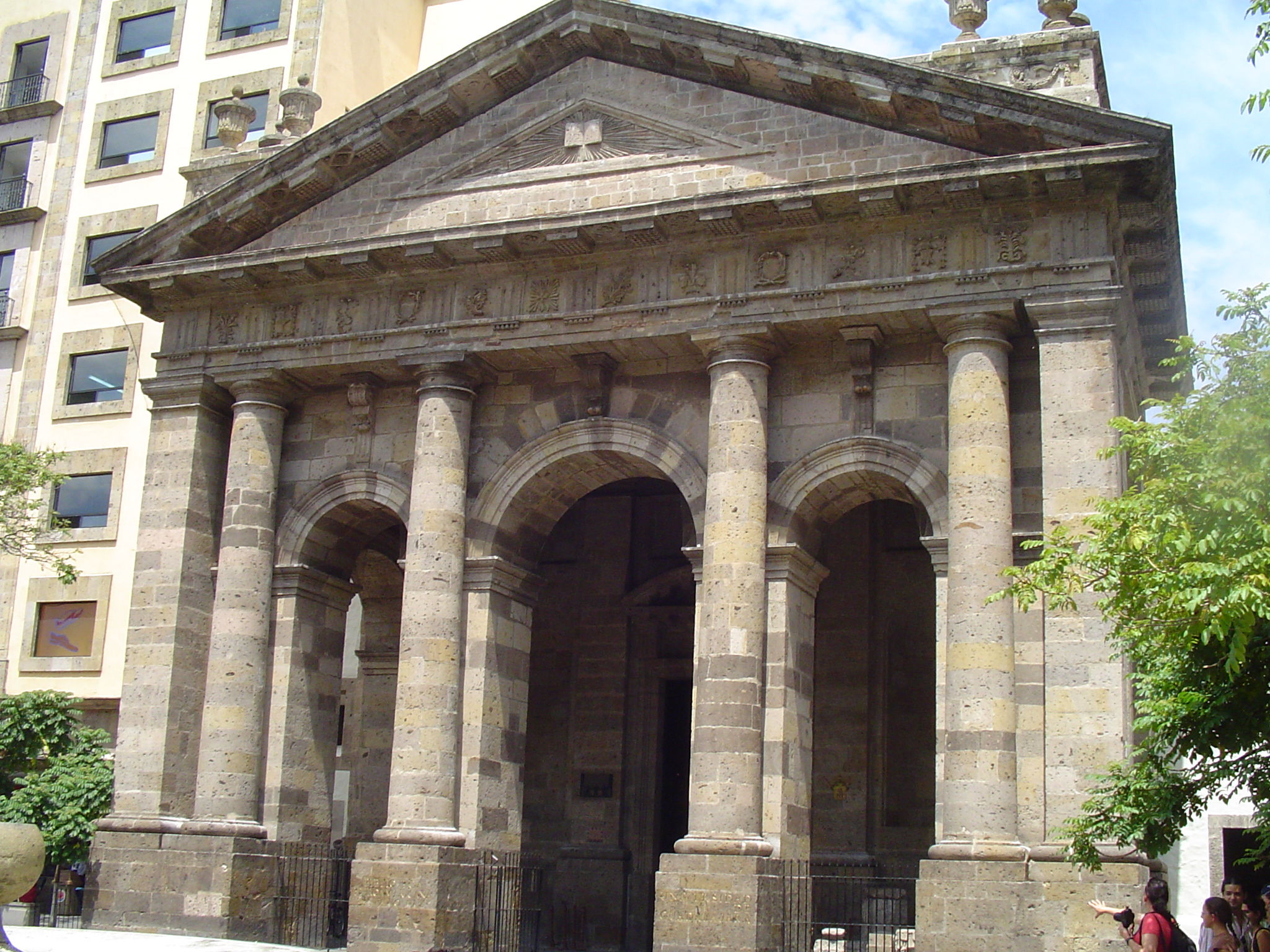
Das historische Universitätsgebäude

Die Universidad de Guadalajara (UdeG, Universität Guadalajara) ist eine öffentliche Universität in Guadalajara, Mexiko. Sie ist die viertälteste Universität in Lateinamerika und die zweitälteste Universität des Landes. Nur die UNAM in Mexiko-Stadt ist älter und hat in Mexiko mehr Studenten.

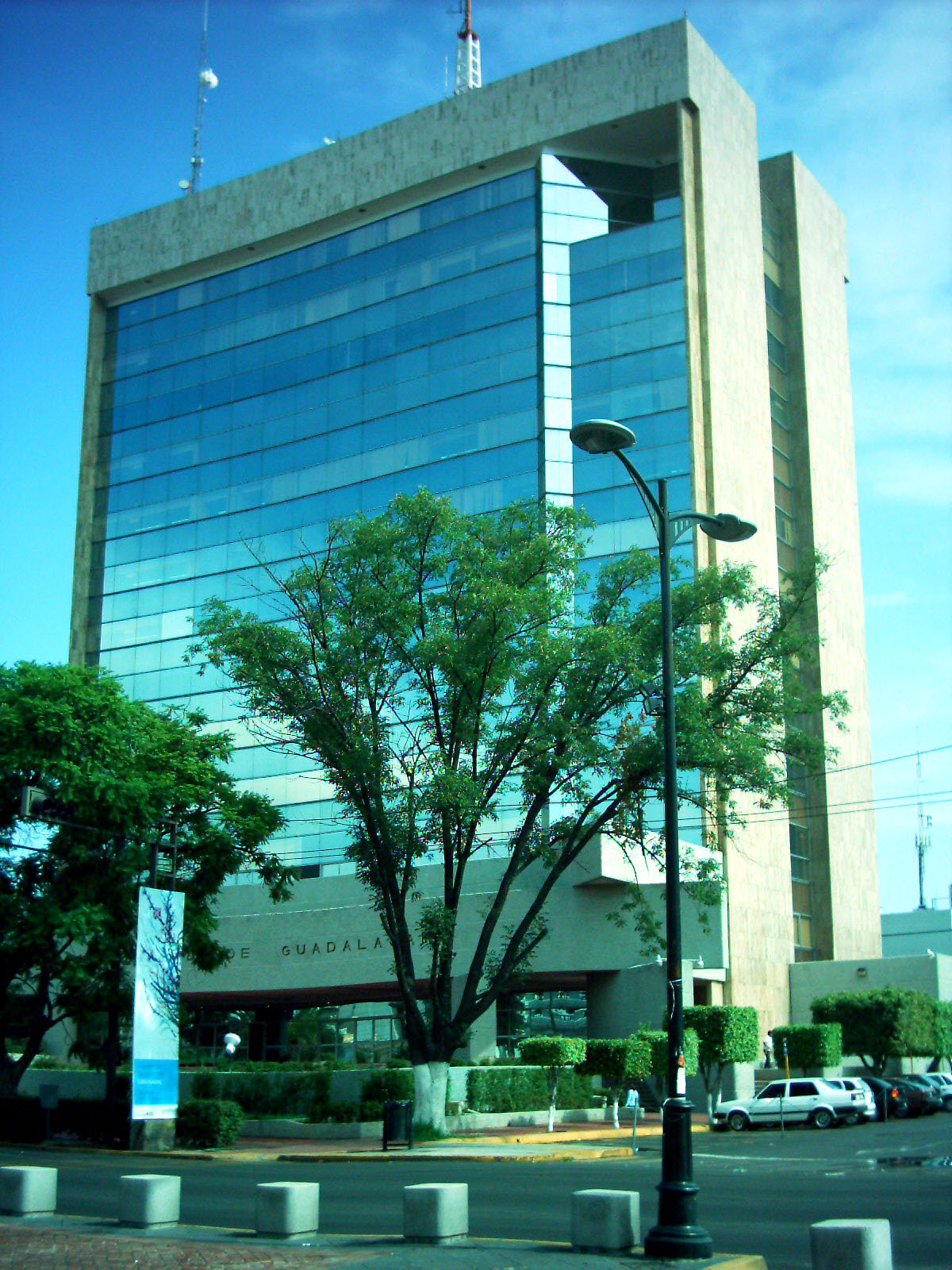
Verwaltung und Rektorat der Universität

## Geschichte

### Erste Anstrengungen
Die frühesten Versuche, eine Universität in Guadalajara einzurichten, fanden Ende des 17. Jahrhunderts statt. Am 12. Juli 1696 beantragte der Klosterbruder Felipe Galindo Chávez y Pineda bei König Karl II., das Real Seminario Conciliar de San José zum Rang einer Universität zu erheben. Erst 1750 erfolgte mit Matías Angel de la Mota Padilla die nächste Anstrengung in diese Richtung, der die Gründung einer Universität zur obersten Priorität der Stadtverwaltung erklärte. Doch erst 1767, als die Jesuiten in Lateinamerika verboten wurden und damit das Bildungswesen weitgehend zusammenbrach, wurden konkrete Pläne notwendig.

### Gründung
Am 12. Dezember 1775 antwortete der örtliche Bischof Antonio Alcalde y Barriga auf ein Gesuch König Karls III., die Notwendigkeit zur Gründung einer Universität zu beurteilen, und erhielt schließlich 1791 den königlichen Auftrag zu dessen Gründung.

### 1821 bis 1924
Mit dem Plan von Iguala 1821 schwor der Rektor Diego Aranda y Carpinteiro die Unabhängigkeit der Universität von der spanischen Krone. Seitdem war die Universität staatlich. Bis 1924 war die Universität aber immer wieder von den politischen Wirren der jungen Republik betroffen und wurde deswegen zeitweise sogar geschlossen.

### 1925 bis heute
1925 holte der damalige Regierungschef Jose Guadalupe Zuno Hernandez junge Intellektuelle an die Universität, um der UdeG ein neues Profil zu verleihen. Seitdem erfreut sich die Universität zunehmender internationaler Anerkennung.
Ignacio Díaz Morales, Architekt und Dekan an der Universidad de Guadalajara, gelang es 1950 siebe europäische Architekten (Mathias Goeritz, Erich Coufal Kieswetter, Bruno Cadore Marcolongo, Horst Hartung Franz, Silvio Alberti, Manuel Herrero und Carloangelo Kovacevich) zu verpflichten, um die Architekturfakultät der Universidad de Guadalajara zu gründen.

## Standorte

### Guadalajara
- Centro Universitario de Ciencias Económico Administrativas (CUCEA): Wirtschaftswissenschaften und Betriebswirtschaftslehre
- Centro Universitario de Arte, Arquitectura y Diseño (CUAAD): Architektur, Kunst und Design
- Centro Universitario de Ciencias Exactas e Ingenierías (CUCEI): Exakte Wissenschaften und Ingenieurwissenschaften
- Centro Universitario de Ciencias Biológicas y Agropecuarias (CUCBA): Biologie und Agrarwissenschaften
- Centro Universitario de Ciencias de la Salud (CUCS): Medizin und Gesundheitswissenschaften
- Centro Universitario de Ciencias Sociales y Humanidades (CUCSH): Sozial- und Geisteswissenschaften

### Außerhalb Guadalajaras
Innerhalb des Bundesstaats Jalisco
- Centro Universitario de los Altos (CUALTOS), Standort Tepatitlán
- Centro Universitario de la Ciénega (CUCIENEGA), Standorte Ocotlán, La Barca (Jalisco) und Atotonilco el Alto
- Centro Universitario de la Costa (CUCOSTA), Standorte Puerto Vallarta und Tomatlán (Jalisco)
- Centro Universitario de los Lagos (CULAGOS), Standorte Lagos de Moreno und San Juan de los Lagos
- Centro Universitario de la Costa Sur (CUCSUR), Standort Autlán de Navarro
- Centro Universitario del Norte (CUNORTE), Standort Colotlán
- Centro Universitario del Sur (CUSUR), Standort Ciudad Guzmán
- Centro Universitario de los Valles (CUVALLES), Standort Ameca (Jalisco)
- Centro Universitario de Tonalá (CUTonalá), Standort Tonalá (Jalisco)

## Kooperation mit Deutschland und Österreich
Der DAAD und der OeAD haben eine Kooperation mit der Universität Guadalajara für Sprachassistenten am Sprachzentrum. Germanistik ist ein neuer Masterstudiengang am CUCSH.

## Forschung
Die Universität ist eine der wichtigsten Forschungseinrichtungen Mexikos und spielt in vielen wissenschaftlichen Bereichen eine bedeutende Rolle, vor allem in Medizin und den Ingenieurwissenschaften.
Ph.D.-Programme sind:
- Physikalische Wissenschaften
- Chemieingenieurwissenschaften
- Biotechwissenschaften
- Materialwissenschaften

- Sozialwissenschaften
- Erziehungswissenschaft
- Literatur- und Sprachwissenschaften

- Umweltwissenschaften
- Neurowissenschaften
- Immunologie und Neurowissenschaften
- Gesundheit am Arbeitsplatz
- Gesundheitswissenschaften
- Molekularbiologie für Mediziner
- Pharmakologie
- Humangenetik
- Psychologie